# Anne Marie Hoebeke
Anne Marie Hoebeke, née le 8 août 1952 à Alost est une femme politique belge flamande, membre du OpenVLD.
Elle est licenciée en droit (RUG) et avocate.

## Fonctions politiques
- conseillère communale à Wetteren (2007 - )
- première échevine à Wetteren (2007 - )
- Députée au Parlement flamand :
  - depuis le 6 juillet 2004  au 7 juin 2009